# Homoplectra norada
Homoplectra norada là một loài Trichoptera trong họ Hydropsychidae. Chúng phân bố ở miền Tân bắc.